# Amore sotto i tetti
Amore sotto i tetti (Apartment for Peggy) è un film del 1948 diretto da George Seaton.

## Trama
Il professor Henry Barnes stabilisce di aver vissuto abbastanza a lungo e medita il suicidio. Questo pensiero svanisce quando incontra Peggy Taylor, una giovane e vispa futura madre che lo attira portandolo in una soffitta adibita ad appartamento dove vive con suo marito Jason, un reduce di guerra in difficoltà per finire gli studi universitari.

## Produzione
Gli esterni vennero girati all'Università del Nevada-Reno.

## Distribuzione
Distribuito dalla Twentieth Century Fox, il film venne presentato in prima a Los Angeles il 1º ottobre 1948.